# Shompen
Shompen o Shom Pen son el pueblo aborigen del interior de la isla Gran Nicobar. Son con grupo étnico particularmente vulnerable. Shompen" es posiblemente una pronunciación incorrecta en inglés de Shamhap, el nombre nicobarés de la tribu. Los grupos que viven en el lado occidental de la isla se llaman a sí mismos Kalay y los del lado este Keyet y ambos grupos se autonombran como Buavela.
El almirante danés Steen Bille fue el primero en contactar con ellos en 1846 y oficial británico Frederik Adolph de Roepstorff recopiló datos etnográficos y lingüísticos sobre los Shompen, en 1876, y antes había publicado trabajos sobre las lenguas de Nicobar y Andamán.   Las lenguas shompen parecen no tener relación con las lenguas nicobaresas. Pueden tratarse de una lengua aislada. Paul Sidwell clasifica el shompen como una lengua nicobaresa del sur.

## Sociedad
Practican una economía de subsistencia cazadora-recolectora. De acuerdo con el clima tropical de las islas, la vestimenta tradicional incluye únicamente ropa por debajo de la cintura. La vestimenta tradicional de los hombres es un taparrabos corto y delgado hecho de tela de corteza, que cubre sólo los genitales sin una faja de tela al frente. La decoración es limitada para los hombres y consta de collares de cuentas y brazaletes. Las mujeres usan una falda de tela de corteza hasta las rodillas, ocasionalmente con un chal de tela de corteza que cubre los hombros. Las decoraciones incluyen tapones para los oídos de bambú (ahav), collares de cuentas (naigaak) y brazaletes de bambú (geegap). Ambos sexos van descalzos. Las armas principales son el arco y la flecha. No usan carcaj sino que llevan flechas en la mano. Las herramientas principales son numerosos tipos de lanzas, lanzadores de lanzas, simulacros de incendio y hachas.
Un hombre solía llevar un arco y flechas, una lanza y, a través de su taparrabos, un hacha, un cuchillo y un taladro de incendio. Los Shompen son un pueblo de subsistencia cazadores-recolectores que cazan animales salvajes como cerdos, pájaros y animales pequeños mientras buscan frutas y alimentos del bosque. También crían cerdos y cultivan ñame, raíces, hortalizas y tabaco. Las cabañas shompen están construidas para albergar a 4 personas y las aldeas están formadas por 4 a 5 familias. Una vez que un niño crece lo suficiente, construye su propia cabaña. Los Shompen de las tierras bajas construyen sus chozas sobre pilotes y las paredes están hechas de material tejido sobre un marco de madera y el techo de hojas de palma con techo de paja, y la estructura se eleva sobre pilotes. Los Shompen de las tierras altas construyen sus casas sobre el suelo, y las casas están hechas de los mismos materiales que las casas elevadas. El interior está cubierto de esteras, con esteras para dormir en un extremo y herramientas y utensilios colgados de las paredes y vigas. La cocción se realiza al aire libre.
A finales de la década de 1980, los Shompens vivían en diez grupos, de entre 2 y 22 individuos, dispersos por el interior de la isla. En 2001, la población se estimaba en aproximadamente 300 habitantes[5]. Las aldeas A y B albergaban 103 y 106 personas respectivamente. Sin embargo, en el momento del censo de 2011, solo había 10 y 44 personas en estas aldeas, respectivamente.

## Conflicto
Debido al Plan de Desarrollo del Gran Nicobar propuesto, se recuperarán hectáreas de tierra en la Isla de Gran Nicobar afectando a 1.700 personas nativas y poniendo en peligro la existencia misma de los Shompen.